# Claudio Gentile
Claudio Gentile (født 27. september 1953 i Tripoli, Libyen) er en italiensk tidligere fodboldspiller (forsvarer) og -træner, der blev verdensmester med Italiens landshold ved VM 1982.

## Karriere

### Spillerkarriere
Gentile spillede hele sin karriere i hjemlandet, og tilbragte hele 11 år hos Juventus i Torino. Han vandt en lang række titler med klubben, heriblandt seks italienske mesterskaber og to Coppa Italia-titler. Han var også med til at vinde to europæiske titler med klubben, UEFA Cuppen og Europa Cuppen for Pokalvindere.
For det italienske landshold nåde Gentile at spille 71 kampe, hvori han scorede ét mål. Han blev verdensmester med holdet ved VM 1982 i Spanien, og spillede seks ud af italienernes syv kampe i turneringen, herunder finalen mod Vesttyskland. Han deltog også ved både VM 1978 i Argentina og EM 1980 på hjemmebane.

### Trænerkarriere
Gentile var træner for Italien U/21 i perioden 2000-2006. Ved EM 2002 fik han Italien i semifinalen, hvor holdet tabte efter forlænget spilletid til Tjekkiet U/21. Han stod i spidsen for holdet, der blev europamestre 2004, og samme år stod han i spidsen for det italienske hold, der vandt bronze ved OL 2004 i Athen.

## Titler
Serie A
- 1975, 1977, 1978, 1981, 1982 og 1984 med Juventus

Coppa Italia
- 1979 og 1983 med Juventus

Europa Cuppen for Pokalvindere
- 1984 med Juventus

UEFA Cup
- 1977 med Juventus

VM
- 1982 med Italien